# Aton (gud)
 Der er for få eller ingen kildehenvisninger i denne artikel, hvilket er et problem. Du kan hjælpe ved at angive troværdige kilder til de påstande, som fremføres i artiklen.

 For alternative betydninger, se Aton. (Se også artikler, som begynder med Aton)
Aton er Re i sin fysiske form som en solskive. Amenophis IV mente, at Aton, som var solen, skabte livet med sit lys og opretholdte således også livet på Jorden. Solen bestemte over det enkelte menneskes liv og død ifølge Aton-religionen. Aton-religionen omfattede stadig, at man fik evigt liv efter døden. Dog foregik det ikke gennem dødekulten ved Osiris, som det gjorde før.
Netop pga. at Aton-religionen opstod, ændrede Amenophis IV sit navn til Akhenaton, som betød ”Den som er god for Aton” eller ”Atons ånd”. Akhenaton var Atons talerør. Derfor skulle Ægyptens folk tilbede Aton gennem Akhenaton. Akhnaton og hans førstehustru Nefertiti var de eneste som skulle tilbede Aton direkte. Der er altså tale om en triade mellem Aton, Akhenaton og Nefertite. 

## Historie
Allerede i begyndelsen af nye rige fandtes der en Aton tilhængere ved hoffet. På Det tidspunkt var Aton den eneste Gud.
Under Amenophis III fik Aton en stadig større betydning end under de foregående Faraoer.
Det kulminerede, da Amenophis IV ændrede sit navn til Akhenaton, forbød dyrkelsen af andre guder, særligt den menneskelige Amon, og hengav hovedstaden til Al-Amarnas befolkning. Under Akhenatons søn Tutankhamon hengav befolkningen igen hovedstaden til Amon. De efterfølgende Faraoner gjorde alt for at slette Akhenaton fra Egyptens historie og sandheden om dyrkelsen af menneskelige guder på Jorden.